# Белград (вилает Истанбул)
Вижте пояснителната страница за други значения на Белград.
Белград или Бялград (на турски: Belgrat) е село в Източна Тракия, Турция, Вилает Истанбул.

## География
Селото се намира на 38 km северно от Чаталджа.

## История
В миналото Белград е старо българско село с гърчеещо се население.

## Личности
Починали в Белград
- Киран (Киряк) Кочев Вачев, български военен деец, младши подофицер, загинал през Балканската война на 9 ноември 1912 година[3]